# 장치 관리자
장치 관리자는 마이크로소프트 윈도우 운영 체제에 포함되어 있는 제어판 애플릿이며, 컴퓨터에 연결된 하드웨어를 사용자에게 보여 주거나 제어할 수 있게 도와 준다. 하드웨어의 일부가 동작하지 않으면 하드웨어 위반이 표시된다. 하드웨어의 목록은 여러 기준에 따라 정렬할 수 있다.
목록에 있는 각 장치는 사용자에 의해 다음의 과정을 수행할 수 있다:
- 장치 드라이버를 하드웨어에 제공한다.
- 장치를 사용하거나 사용하지 않게 한다.
- 사용자가 동작하지 않는 장치를 무시하도록 설정한다.
- 다른 기술 속성을 본다.

장치 관리자는 윈도우 95에 처음 도입되어 나중에 윈도우 2000에 추가되었다. NT 기반의 버전에서는, MMC로 포함되어 있다.

## 장치 관리자 실행
윈도우 95/98/Me:
1. 내 컴퓨터에서 마우스 오른쪽 단추를 누르고 등록 정보를 고른다.
2. 장치 관리자 탭을 고른다.

윈도우 2000 및 윈도우 XP:
1. 내 컴퓨터에서 마우스 오른쪽 단추를 누르고 속성을 고른다.
2. 하드웨어 탭을 고른다.
3. 장치 관리자 단추를 누른다.

윈도우 비스타:
1. 시작 메뉴를 열고 컴퓨터에서 마우스 오른쪽 단추를 누른 다음 속성을 고른다.
2. 장치 관리자 항목을 고른다.

- 대안 1: devmgmt.msc를 실행해도 장치 관리자가 열린다:

- 대안 2: 장치 관리자는 이벤트 뷰어, 서비스 관리자, 디스크 관리 등의 관리 도구 포함하는 컴퓨터 관리의 일부이다. 내 컴퓨터(윈도우 비스타에서는 시작 메뉴의 컴퓨터)에서 마우스 오른쪽 단추를 누르고 관리를 눌러 컴퓨터 관리를 연다. compmgmt.msc를 직접 실행해도 된다.

윈도우 11
1. 시작 메뉴+X 동시 누르고 '장치 관리자(M)'을 클릭한다.
2. 시작 메뉴를 열고 '장'을 입력하고 Enter를 누른다.

## 같이 보기
- 마이크로소프트 관리 콘솔

#### 윈도우 관련 글
NB: 모든 윈도우 버전에 해당되는 글이 아님
- 윈도우 XP 장치 관리자의 자세한 정보 표시
- 윈도우 XP 장치 관리자의 연결되지 않은 장치 표시
- DevCon 유틸리티